# Exu (Pernambuco)
Exu, amtlich Município de Exu, ist eine brasilianische Gemeinde im Bundesstaat Pernambuco. Exu wurde am 7. Juni 1885 offiziell gegründet.

## Herkunft des Ortsnamens
Zur Herkunft des Namens gibt es zwei Versionen. Die erste besagt, dass er eine Ableitung des Namens des regionalen Indianerstammes Ançu darstellt. Die andere Version der Namensherkunft leitet ihn von der Gottheit der Yoruba Eshu ab, deren Glauben die afrikanischen Sklaven in die Region gebracht hatten.

## Söhne und Töchter der Gemeinde
- Luiz Gonzaga (1912–1989), Musiker